# Хі О
Хі О (오희 , народилась 1969 р.) - південнокорейський математик, яка працює з динамічними системами. Вона зробила внесок у динаміку та її зв'язки з теорією чисел. Вона є вивчає однорідну динаміку і активно працює над підрахунком та рівномірним розподілом для сіток Аполлонія, килимів Серпінського та танців Шотткі.  Зараз вона є професором математики імені Абрахама Робінсона в Єльському університеті. 

## Кар'єра
У 1992 році закінчила бакалаврат Сеульського національного університету, а в 1997 році отримала ступінь доктора в Єльському університеті під науковим керівництвом Григорія Маргуліса. Вона була викладачем в Прінстонському університеті, Каліфорнійському технологічному інституті і Браунському університеті, серед інших, до переходу у Департамент математики Єльського університету, де стала першою жінкою - штатним професором математики.

## Відзнаки
Хі О була запрошеним доповідачем на Міжнародному конгресі математиків в Гайдарабаді 2010 року і виголосила спільну вітальну промову на спільній зустрічі математиків AMS-MAA 2012 року.  У 2012 році вона стала інаугураційним членом Американського математичного товариства. З 2010 року вона працювала в науково-консультативній раді Американського інституту математики . У 2015 році вона стала лауреатом премії Рут Літтл Саттер з математики. 

## Вибрані публікації
- з Лореном Клозелем, Еммануелем Уллмо: Hecke operators and equidistribution of Hecke points, Inventiones mathematicae, vol. 144, 2001, pp. 327–351
- Uniform pointwise bounds for matrix coefficients of unitary representations and applications to Kazhdan constants, Duke Mathematical Journal, vol. 113, 2002, pp. 133–192
- з Алексом Ескіном, Шахаром Мозесом: On uniform exponential growth for linear groups, Inventiones mathematicae, vol. 160, 2005, pp. 1–30
- Proceedings of International Congress of Mathematicians (2010): Dynamics on geometrically finite hyperbolic manifolds with applications to Apollonian circle packings and beyond pdf [Архівовано 3 червня 2019 у Wayback Machine.]
- з Алексом Конторовичем: Apollonian circle packings and closed horospheres on hyperbolic 3-manifolds, Journal of the American Mathematical Society, vol. 24, 2011, pp. 603–648
- з Німіш Шахом: The asymptotic distribution of circles in the orbits of Kleinian groups, Inventiones mathematicae, vol. 187, 2012, pp. 1–35
- з Німіш Шахом: Equidistribution and counting for orbits of geometrically finite hyperbolic groups, Journal of the American Mathematical Society, vol. 26, 2013, pp. 511–562
- з Аміром Мохаммаді: Ergodicity of unipotent flows and Kleinian groups, Journal of the American Mathematical Society, vol. 28, 2015, pp. 531–577
- з Дейд Вінтер: Uniform exponential mixing and resonance free regions for convex cocompact congruence subgroups of SL_2(Z), Journal of the American Mathematical Society, vol. 29, 2016, pp. 1069–1115
- з Кертіс МакМаллен, Аміром Мохаммаді: Geodesic planes in hyperbolic 3-manifolds, To appear in Inventiones mathematicae
- з Дейл Вінтер: Prime number theorems and holonomies for hyperbolic rational maps, To appear in Inventiones mathematicae